# 塞尔索·博尔赫斯
塞尔索·博尔赫斯·莫拉（西班牙語：Celso Borges Mora，西班牙語發音：[ˈselso ˈβorxes]，1988年5月27日—）哥斯达黎加足球运动员，现在效力于哥斯達黎加足球甲級聯賽球队阿拉胡埃伦斯，是哥斯达黎加国家队队长，并率领哥斯达黎加队历史性的进入八强。巴西裔哥斯达黎加足球教练亚历山大·吉马良斯之子。

## 国际生涯

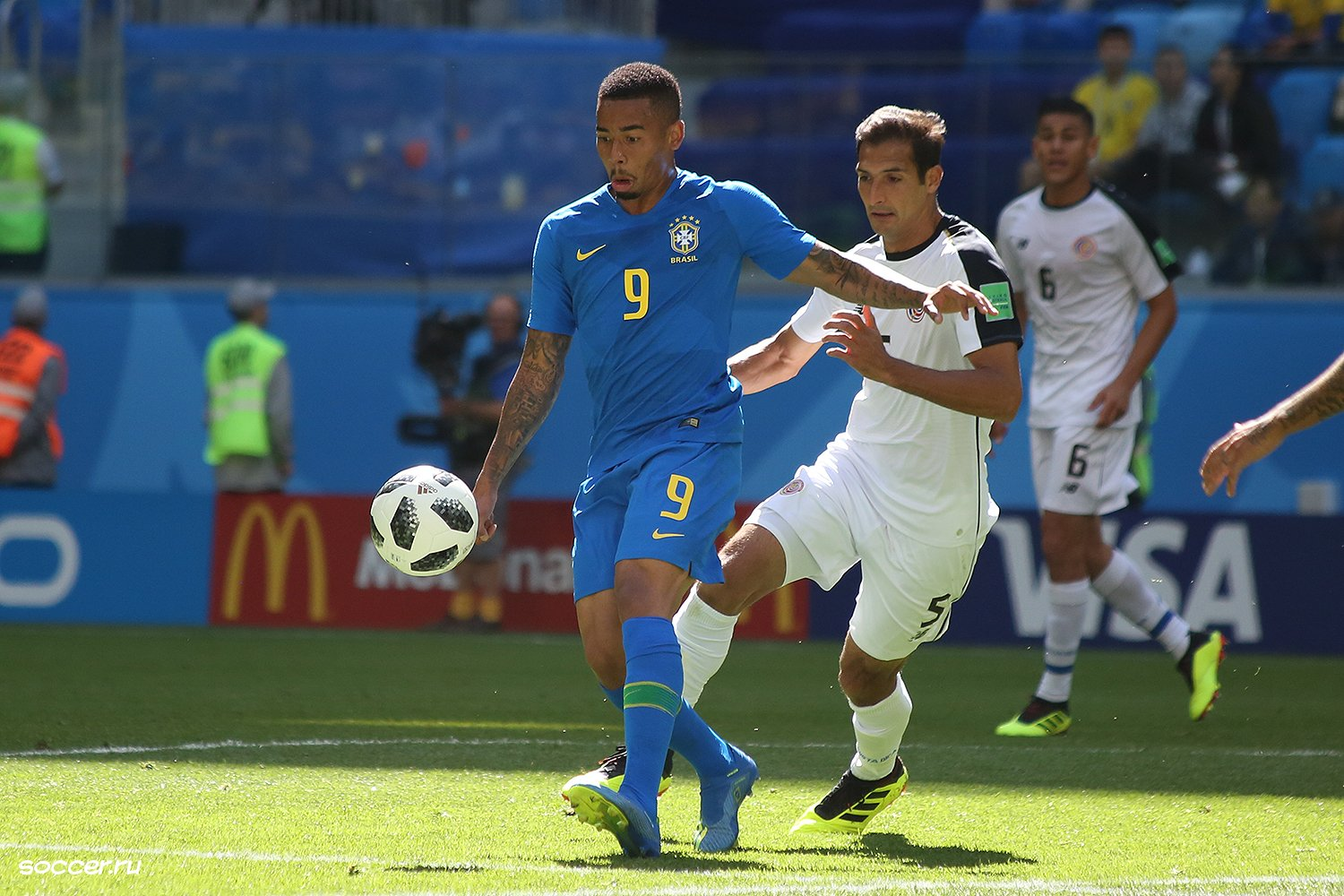
博尔赫斯与巴西的热苏斯争球

博尔赫斯目前拥有哥斯达黎加国家足球队的出场记录，共163次出场，并打入27球。他代表国家队参加了50多场国际足联世界杯预选赛，并参加了2014年、2018年和2022年国际足联世界杯决赛。他还参加了2011年和2013年中美洲杯，以及2009年、2011年、2013年、2015年、2019年、2021年和2023年北美洲金杯，以及美洲杯百年金禧纪念赛。
博尔赫斯曾参加在秘鲁举行的2005年国际足联U-17世界锦标赛，在比赛中打入一球，并被认为是该锦标赛最出色的球员之一。锦标赛结束后，他被评为未来十大有潜力的球员之一。博尔赫斯还参加了在加拿大举行的2007年国际足联U-20世界杯。
他在2008年6月的一场国际足联世界杯预选赛中为哥斯达黎加国家队首次亮相，并在同年9月对阵格林纳达的比赛中打入了自己的首个国际进球。
在代表国家队参加2010年2010年国际足联世界杯预选赛的过程中，博尔赫斯表现抢眼，帮助球队在2011年中美洲杯取得第二名，并在同年晚些时候的北美洲金杯上进入四分之一决赛。
在2014年6月，博尔赫斯入选了哥斯达黎加参加2014年国际足联世界杯的名单。在16强赛中，博尔赫斯成为哥斯达黎加五名成功转换点球的球员之一，在对阵希腊的比赛中，哥斯达黎加以5-3获胜。
2018年5月，他入选了哥斯达黎加参加俄罗斯2018年国际足联世界杯的23人名单。